# Reinhold Remmert

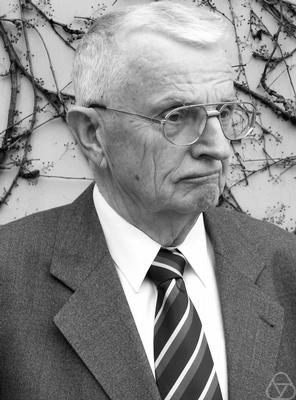
Reinhold Remmert

Reinhold Remmert (Osnabrück, 22 juni 1930 - aldaar, 9 maart 2016) was een wiskundige uit  Duitsland. Hij grondveste in samenwerking met Hans Grauert de theorie van de complexe ruimten en schreef over de getaltheorie en complexe functietheorie, waarin hij naar de belangrijkste artikelen over het onderwerp verwees en over de geschiedenis van het vak schreef.
Remmert studeerde wiskunde, wiskundige logica en natuurkunde aan de universiteit van Münster, leerde daar Heinrich Behnke kennen, en was daar daarna tot zijn emeritaat in 1995 hoogleraar in de wiskunde, vooral in de functietheorie.